# Uḫḫaziti
Uḫḫaziti (gestorben um 1316 v. Chr.) war ein König des Landes Arzawa im späten 14. Jahrhundert v. Chr. Ob er ein Sohn und der direkte Nachfolger von Tarḫuntaradu war, ist ungewiss. Auf den Thron kam er, nachdem er seinen Bruder Mašḫuiluwa vertrieben hatte.
Nachdem er sich geweigert hatte, dem hethitischen König Muršili II. Flüchtlinge auszuliefern, und sich mit dem König von Aḫḫiyawa verbündete, zog Muršili mit einem Heer gegen Arzawa. Noch bevor dieser die Grenze erreichte, erschien am Himmel ein Zeichen des Wettergottes, was die Hethiter als gutes Omen betrachteten und Uḫḫaziti soll daran erkrankt sein. Dieser schickte seinen Sohn Piyama-Kurunta gegen die Hethiter, der bei Walma am Grenzfluss Aštarpa eine schwere Niederlage erlitt. Muršili zog dann nach Apaša (wahrscheinlich Ephesos), der Hauptstadt von Arzawa, und eroberte sie. Der schwer kranke Uḫḫaziti entkam mit dem Schiff auf Inseln, die zu Aḫḫiyawa gehörten. Im Jahr darauf verschanzte sich sein Sohn Tapalazunauli in der Stadt Puranda, das möglicherweise mit einer bronzezeitlichen Siedlung Bademgediği Tepe beim ionischen Metropolis identifiziert werden kann. Muršili belagerte diese und schnitt die Wasserzufuhr ab. Tapalazunali gelang es zu fliehen, seine Familie dagegen wurde von den Hethitern gefasst. Muršili teilte danach das alte Königreich Arzawa in drei Vasallenstaaten und setzte Uḫḫazitis Bruder Mašḫuiluwa als Vasallenkönig in Mira ein, dem alten Kernland von Arzawa. Die anderen beiden neugeschaffenen Vasallenstaaten waren das Flussland Šeḫa und Ḫapalla.